# Margweti Zestaponi
SK Margweti Zestaponi (gruz. სკ მარგვეთი ზესტაფონი) – klub piłkarski z siedzibą w Zestaponi.

## Historia
Chronologia nazw:
- 1937—1989: Metalurgi Zestaponi
- 1990—1998: Margveti Zestaponi
- 1999—2004: Metalurgi Zestaponi
- 2006—...: Margveti Zestaponi

Klub Metalurgi Zestaponi został założony 10 maja 1937, chociaż niektóre źródła podają 1938. Klub prezentował miejscowa Hutę Ferro-stopów. W 1938 debiutował w rozgrywkach lokalnych, w których występował do 1990, kiedy został rozwiązany. W 1990 klub ponownie powstał jako Margveti Zestaponi, wygrał rozgrywki w 2 lidze, a w 1991 debiutował w Umaglesi Liga. W sezonie 1997/98 zajął ostatnie 12 miejsce i spadł do Pirveli Liga, ale nie przystąpił do rozgrywek i z przyczyn finansowych został rozwiązany.
Dopiero w 1999 klub został reaktywowany jako Metalurgi Zestaponi i występował najpierw w Pirveli Liga, a od 2001 w Umaglesi Liga. W sezonie 2002/03 zajął ostatnie 12 miejsce i spadł ponownie do Pirveli Liga, ale z przyczyn finansowych został rozwiązany.
Od sezonu 2004/2005 w Umaglesi Liga występował inny klub o nazwie FC Zestaponi.
Dopiero w 2006 klub został ponownie reaktywowany jako Margveti Zestaponi i występował najpierw w lidze regionalnej, a od sezonu 2007/08 w 3 lidze, grupie zachodniej.

## Sukcesy
- Mistrzostwo Gruzińskiej SRR:

wicemistrz: 1967, 1970, 1982
- Puchar Gruzińskiej SRR:

zdobywca: 1962
finalista: 1966, 1967, 1971
- Mistrzostwo Gruzji:

wicemistrz: 1995/96
- Puchar Gruzji:

półfinalista: 1992/93, 1995/96